# Morge (affluent du Léman)
Pour la Morge de Conthey, voir Morge (affluent du Rhône). Pour les cours d’eau au nom approchant, voir Morge.
La Morge, appelée aussi Morge de Saint-Gingolph, est une rivière des Alpes. Son cours marque la frontière entre la France et la Suisse, entre le canton du Valais et la Haute-Savoie, au sud-est du lac Léman.

## Hydronymie
La « Morge » est un hydronyme dérivé d'une racine celtique *morg, elle-même métathèse de *mrog, issu de la racine indo-européenne *mer[e]g-, désignant une « frontière, démarcation, limite ». En latin, il donnera la forme margo, marginis, désignant également un(e) « bord, bordure, borne frontière, rive ». La rivière partage cette origine avec la Morge de Conthey et la Morges vaudoise ; elle est parfois appelée « Morge de Saint-Gingolph » pour éviter la confusion avec celle de Conthey.
Le cours d'eau semble mentionné sous la forme Morgia aux XIIe et XIIIe siècles.

## Géographie

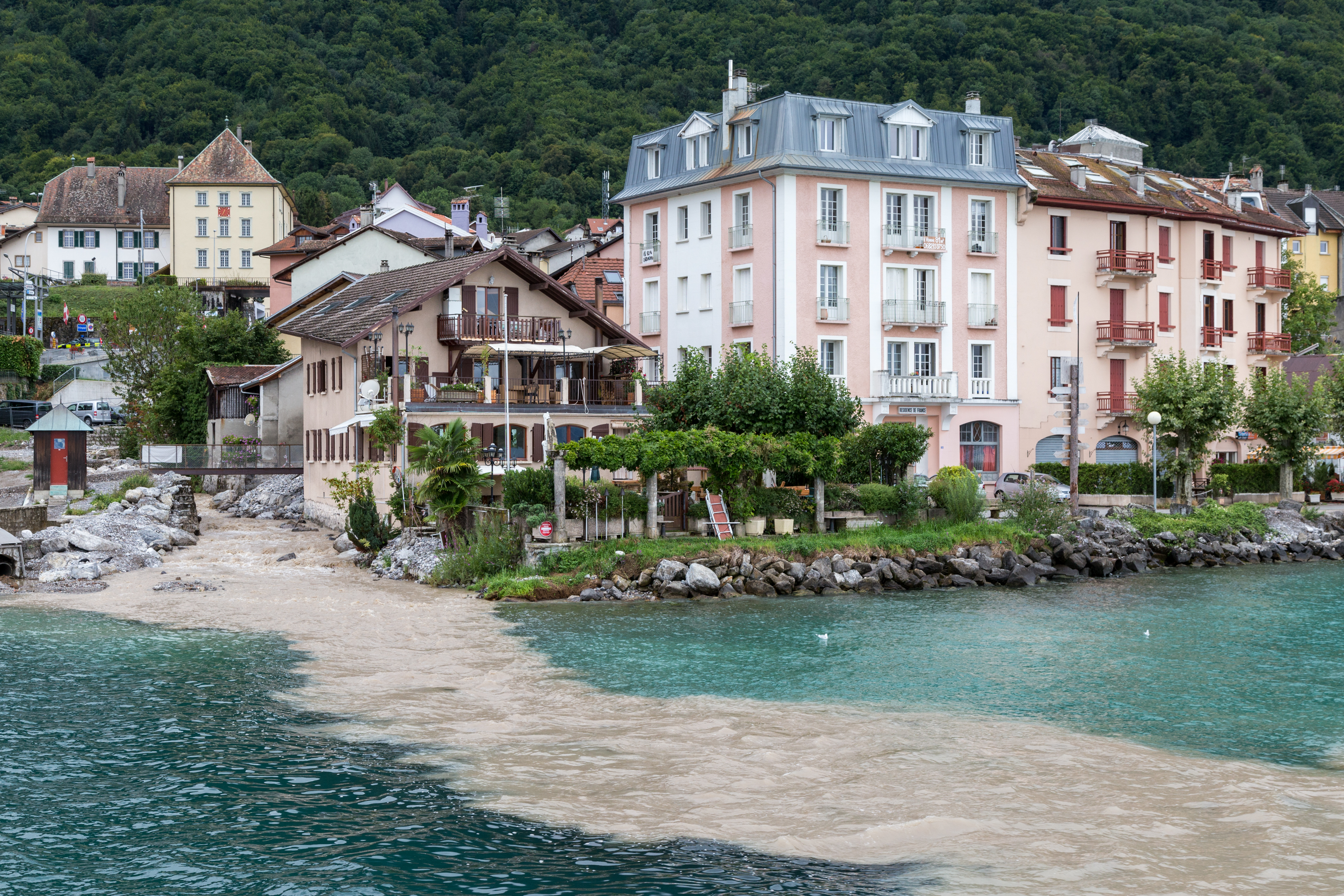
La Morge qui se jette dans le Léman.

D'une longueur de 7,88 km, la Morge prend sa source sur le versant nord de la dent du Vélan, sur la commune française de Bernex et la commune suisse de Saint-Gingolph, puis coule vers le nord par le vallon de la Morge, passe à proximité de Novel puis se jette dans le lac Léman à Saint-Gingolph.
Le traité de Thonon du 4 mars 1569 fixe la frontière entre la Savoie et le Valais à la Morge.

### Territoires traversés
Dans le seul département de la Haute Savoie, la Morge marque la limite orientale des communes de Bernex (source), Novel et Saint-Gingolph (confluence). Soit en termes de cantons, la Morge prend source et conflue dans le même canton d'Évian-les-Bains, dans l'arrondissement de Thonon-les-Bains.
Dans le canton du Valais, la Morge marque la limite occidentale de la commune de Saint-Gingolph dans le district de Monthey.

## Hydrologie
Le bassin versant de la Morge est de 19,7 km2.